# Liste des épisodes de The Walking Dead: Daryl Dixon
La liste des épisodes de la série télévisée The Walking Dead: Daryl Dixon, série dérivée de The Walking Dead
La série auras un total de 4 saisons. Les deux premières saisons composée de 6 épisodes, la troisième avec 7 et la dernière saison sera de 8 épisodes. 

## Panorama des saisons
| Saisons | Saisons | Nombre d'épisodes | Diffusion originale sur AMC | Diffusion originale sur AMC | Diffusion française sur Paramount+ | Diffusion française sur Paramount+ |
| Saisons | Saisons | Nombre d'épisodes | Début de saison             | Fin de saison               | Début de saison                    | Fin de saison                      |
| ------- | ------- | ----------------- | --------------------------- | --------------------------- | ---------------------------------- | ---------------------------------- |
|         | 1       | 6                 | 10 septembre 2023           | 15 octobre 2023             | 10 novembre 2023                   | 8 décembre 2023                    |
|         | 2       | 6                 | 29 septembre 2024           | 3 novembre 2024             | 30 septembre 2024                  | 4 novembre 2024                    |
|         | 3       | 7                 | 7 septembre 2025            | NC                          | 8 septembre 2025                   | NC                                 |

## Liste des épisodes

### Première saison (2023)

#### Épisode 1:L'Âme perdue
- États-Unis : 10 septembre 2023 sur AMC
- France : 10 novembre 2023 sur Paramount+

- États-Unis : 631 000 téléspectateurs (première diffusion)

#### Épisode 2:Alouette
- États-Unis : 17 septembre 2023 sur AMC
- France : 10 novembre 2023 sur Paramount+

- États-Unis : 564 000 téléspectateurs (première diffusion)

#### Épisode 3:Paris sera toujours Paris
- États-Unis : 24 septembre 2023 sur AMC
- France : 17 novembre 2023 sur Paramount+

- États-Unis : 649 000 téléspectateurs (première diffusion)

#### Épisode 4:La Dame de fer
- États-Unis : 1er octobre 2023 sur AMC
- France : 24 novembre 2023 sur Paramount+

- États-Unis : 719 000 téléspectateurs (première diffusion)

#### Épisode 5:Deux Amours
- États-Unis : 8 octobre 2023 sur AMC
- France : 1er décembre 2023 sur Paramount+

- États-Unis : 628 000 téléspectateurs (première diffusion)

#### Épisode 6:Retour au pays
- États-Unis : 15 octobre 2023 sur AMC
- France : 8 décembre 2023 sur Paramount+

- États-Unis : 688 000 téléspectateurs (première diffusion)

### Deuxième saison:The Book of Carol(2024)

#### Épisode 1:La Gentillesse des étrangers
- États-Unis : 29 septembre 2024 sur AMC
- France : 30 septembre 2024 sur Paramount+
- Belgique : 3 octobre 2024 sur Be 1

- États-Unis : 576 000 téléspectateurs (première diffusion)

#### Épisode 2:Moulin Rouge
- États-Unis : 6 octobre 2024 sur AMC
- France : 7 octobre 2024 sur Paramount+
- Belgique : 10 octobre 2024 sur Be 1

- États-Unis : 497 000 téléspectateurs (première diffusion)

#### Épisode 3:L'Invisible
- États-Unis : 13 octobre 2024 sur AMC
- France : 14 octobre 2024 sur Paramount+
- Belgique : octobre 2024 sur Be 1

- États-Unis : 579 000 téléspectateurs (première diffusion)

#### Épisode 4:Le Paradis pour toi
- États-Unis : 20 octobre 2024 sur AMC
- France : 21 octobre 2024 sur Paramount+

- États-Unis : 480 000 téléspectateurs (première diffusion)

#### Épisode 5:Vouloir, c'est pouvoir
- États-Unis : 27 octobre 2024 sur AMC
- France : 28 octobre 2024 sur Paramount+

- États-Unis : 504 000 téléspectateurs (première diffusion)

#### Épisode 6:Au revoir les enfants
- États-Unis : 3 novembre 2024 sur AMC
- France : 4 novembre 2024 sur Paramount+

- États-Unis : 476 000 téléspectateurs (première diffusion)

### Troisième saison (2025)

#### Épisode 1: Titre français inconnu (Costa da Morte)
- États-Unis : 7 septembre 2025 sur AMC
- France : 8 septembre 2025 sur Paramount+

#### Épisode 2: Titre français inconnu (La Ofrenda)
- États-Unis : 2025 sur AMC
- France : 2025 sur Paramount+

#### Épisode 3: Titre français inconnu (El Sacrificio)
- États-Unis : 2025 sur AMC
- France : 2025 sur Paramount+

#### Épisode 4: Titre français inconnu (La Justicia Fronteriza)
- États-Unis : 2025 sur AMC
- France : 2025 sur Paramount+

#### Épisode 5: Titre français inconnu (Limbo)
- États-Unis : 2025 sur AMC
- France : 2025 sur Paramount+

#### Épisode 6: Titre français inconnu (Contrabando)
- États-Unis : 2025 sur AMC
- France : 2025 sur Paramount+

#### Épisode 7: Titre français inconnu (Solaz del Mar)
- États-Unis : 2025 sur AMC
- France : 2025 sur Paramount+